# Anoplodera atramentaria
Anoplodera atramentaria là một loài bọ cánh cứng trong họ Cerambycidae.